# خوزه لگارتا
خوزه لگارتا (انگلیسی: José Legarreta; ۱۲ فوریهٔ ۱۹۰۳ – ۱۷ سپتامبر ۱۹۵۷) بازیکن فوتبال اهل اسپانیا بود.
از باشگاه‌هایی که در آن بازی کرده‌است می‌توان به باشگاه فوتبال اتلتیک بیلبائو اشاره کرد.
وی همچنین در تیم ملی فوتبال اسپانیا بازی کرده‌است.